# Ars Amandi (groupe)
Pour les articles homonymes, voir Ars Amandi.
Ars Amandi est un groupe espagnol de folk metal, originaire de Madrid.

## Histoire

### Débuts
La genèse d'un groupe aussi particulier, tant par son nom que par sa proposition musicale, découle de l'idée risquée de fusionnerv le rock avec des instruments traditionnels du folk castillan. Des instruments à vent comme la dulzaina ou le sifflet castillan, bien qu'ils fassent partie des ancêtres de l'histoire de la musique populaire, sont aussi méconnus qu'exotiques pour un large public, et c'était donc un risque intéressant de les intégrer à un album de rock. Le nom du groupe vient de l'œuvre L'Art d'aimer (Ars Amandi), un poème didactique sur l'amour écrit par Ovide en l'an 8 av. J-C.
Au départ, le groupe est né dans le quartier madrilène de Carabanchel, toujours mentionné dans leurs disques et concerts, dans l'objectif de jouer des reprises avec des amis et de passer un bon moment, sans chercher d'autres prétentions. Cependant, en octobre 1996, Dani Aller décide de former Ars Amandi. Dani Aller jouait depuis l'école d'instruments à vent et a décidé de les incorporer dans ses chansons. Après avoir subi les hauts et les bas typiques des ajustements du line-up, ils commenent à jouer sur scène, ainsi que l'enregistrement de leur démo de présentation.
Avec un line-up bien défini : Dani Aller (chant, dulzaina, sifflet castillan), accompagné de Paco Moreno (guitares), Alberto Del Río (basse) et Roberto « Pelusa » (batterie), ils enregistrent, entre avril et mai 2001, une démo contenant les chansons Tu ley, La Suerte está echada, Camino sin fin, Desierto et Ven hacia mí, ce qui leur permet de signer un contrat avec le label Pies Records en 2003.

### Autóctono
Le groupe apparait sur la scène musicale avec Autóctono, qui est enregistré aux studios El Cielo de Madrid entre décembre 2002 et janvier 2003, sous la supervision du producteur V.M. Arias (Barón Rojo, Niagara, Muro, Stafas, Sínkope, Iguana Tango...), et sort le 10 mars. Il s'agit d'un album qui a non seulement fait d'eux le groupe révélation de l'année 2003, selon de nombreux médias (Metal Hammer, Kerrang!...), mais aussi grâce à l'accueil de la presse et du public. De cet album, il convient de mentionner des chansons comme Camino sin fin ou La Suerte está echada, cette dernière étant le standard du groupe avec lequel ils ont l'habitude de clore leurs concerts. Comme prévu, le label a voulu profiter de l'innovation que représentait le mélange de la dulzaina et du heavy rock, et les a catalogués comme « les pionniers du rock castillan ». La même année, ils effectuent une tournée de présentation intitulée Autóctono 2003.

### En tierra firme
Le 29 mars 2004 sort En tierra firme, leur deuxième album, qui commence à prendre forme le 6 février 2004 dans les studios El Cielo de Madrid. Un album où Ars Amandi réussit à confirmer les attentes créées par leurs débuts, en réalisant une évolution par rapport à l'essence d'Autóctono, avec des chansons pleines de grandes mélodies et de refrains accrocheurs. En plus de la participation de leur producteur V.M. Arias, qui démontre une fois de plus son pedigree de musicien en signant, avec Dani, le single Escuchando al Corazón, qui devient le nouvel hymne du groupe.
Après la sortie du deuxième album, le groupe se fragmente. Alberto del Río, le bassiste, décide de quitter le groupe pour se consacrer à son fils qui vient de naître, et El Pelusa est exclu sur « recommandation » du label. Le groupe choisit rapidement ses membres : Peri, un bassiste connu pour son travail dans des groupes comme Canallas, et Teto Viejo, également un habitué de la scène rock. Provisoirement, avant l'arrivée de Teto Viejo, José Martos (Tritón, Niagara, Barón Rojo) était le batteur. Par ailleurs, Dani Aller et Paco Moreno ont décidé de se défaire de la critique selon laquelle ils s'étaient ramollis afin d'accéder à un marché plus important et ont intégré un nouveau guitariste pour durcir leur son, Iñigo Zubizarreta, qui est soutenu par Jorge Salán, avec qui il a coïncidé au Berklee College of Music (Boston, États-Unis). 
La présentation promotionnelle à la Sala Aqualung de Madrid sert d'hommage émotionnel et d'adieu à Alberto del Río, qui cède les quatre cordes à Peri (Canallas, Poncho K). Avec cette formation et transformé en quintette, pour la première fois depuis sa création, le groupe réalise une grande année 2004, se consolidant dans la première division du rock national. Lors d'un concert de la nouvelle tournée, où Ars Amandi assure la première partie de Mägo de Oz (qui cherchait un bassiste en raison du départ imminent de Sergio Martínez), les membres du second groupe ont remarqué Peri, qui s'est vu offrir le poste de bassiste. Il accepte et le groupe de Carabanchel doit à nouveau chercher un bassiste, cette fois en signant Fernando Mainer (Tako, Ankhara, Jorge Salán), bouclant ainsi la boucle avec une formation solide, ce qui les amène à préparer leur troisième album.

### Camino al destino
Entre janvier et avril 2005, ils entrent aux studios El Cielo de Madrid, où leurs deux albums précédents sont enregistrés, avec Arias une fois de plus aux commandes. Camino al destino est masterisé aux studios Mastertips et bénéficie d'une présentation en digipack. L'album est une évolution vers des sons plus durs, ce qui explique que la presse n'ait pas très bien accepté ce travail.  La tournée pour présenter cette œuvre est divisée en plusieurs sections, dont l'une était accompagnée par le présentateur de radio El Pirata qui faisait son show en direct. Gritando al Mar est le single de Camino al destino, une chanson composée et dédiée entièrement aux victimes du tsunami qui a dévasté une partie de l'Asie le 26 décembre de cette année-là. Un autre titre marquant est Acero y Sangre, dédié à la ville de Zamora. L'album atteint la 86e place des charts espagnols.
En juin 2006, Ars Amandi commence à enregistrer son quatrième album, Desterrado entre sueños, de nouveau aux studios El Cielo de Madrid, qui est sort le 18 septembre 2006. Dans cet album, Dani Aller (chant, sifflet, dulzaina), Paco Moreno (guitare) et Teto Viejo (batterie) sont renouvelés avec la contribution du jeune guitariste Manuel Seoane et du bassiste David A. Noisel. Le son habituel du groupe est combiné avec l'inclusion d'instruments innovants, tels que la cornemuse et la quena. Le groupe se penche sur son côté plus folklorique sans pour autant négliger la force de ses précédents albums.
Desterrado entre sueños se compose de Desterrado de tu cuerpo, une chanson aux accents hard rock, la ballade Te esperaré, Creer para soñar, La Voz que me guía, Solitario corazón, ¿Dónde estás?, et Rejas de acero, une chanson dans laquelle Daniel Aller montre son côté multi-instrumentiste, en donnant un caractère festif à la composition grâce à l'utilisation d'une cornemuse.

### Autres albums
Leur dernier album, El Rincón de los deseos, sort en 2010. Dans ce dernier album, il convient de mentionner le single Primero de la eso. En outre, après le départ de Manuel Seoane, un nouveau guitariste rejoint le groupe, Nacho de Carlos, qui a joué dans des groupes comme Ñu, Beethoven R ou avec Jero Ramiro.
En 2015, ils sortent El Arte de amar, un EP de 4 chansons auto-édité et auto-produit par le groupe. Les noms des chansons sont No abandones, La Noche espera, Siempre a tu lado, et Rubia de bote. Selon leur compte Facebook officiel, ils annoncent que la sortie de l'album est prévue pour la fin du mois de juin. L'enregistrement est réalisé aux studios The Shelter, studio de l'ingénieur du son, Jacobo Villarino. Le 28 avril 2015, ils annoncent via leur compte Facebook le début des enregistrements d'un nouvel album, et le financement de l'album est annoncé le 27 mai 2015.
Le 25 mai 2018, ils sortent leur double CD-DVD Directo al corazón qui a été enregistré à Madrid,.  Le 25 octobre 2019, ils sortent l'album En tierra de castillos au label Rock Estatal Records,.

## Discographie
- 2003 : Autóctono
- 2004 : En tierra firme
- 2005 : Camino al destino
- 2006 : Desterrado entre sueños
- 2010 : El Rincón de los deseos
- 2015 : El Arte de amar (EP 4 chansons)
- 2018 : Directo al corazón (DVD live - Madrid)
- 2019 : En tierra de castillos